# Vanishing Lessons
Vanishing Lessons è un album della christian metal band Tourniquet, pubblicato nel 1994.

## Tracce
1. Bearing Gruesome Cargo – 4:35
2. Pecking Order – 5:52
3. Drowning Machine – 4:46
4. Pushin' Broom – 5:36
5. Vanishing Lessons – 4:21
6. My Promise – 4:31
7. Acid Head – 4:24
8. K517 – 2:12
9. Twilight – 4:03
10. Your Take – 3:21
11. Sola Christus – 5:01

## Formazione
- Ted Kirkpatrick - batteria
- Gary Lenaire - chitarra
- Luke Easter - voce
- Victor Macias - basso